# Pseudopanthera oberthuri
Pseudopanthera oberthuri là một loài bướm đêm trong họ Geometridae.